# Hans-Heiner Bergmann
Hans-Heiner Bergmann (* 27. September 1939 in Sachsenhausen (Waldeck)) ist ein deutscher Autor, Ornithologe und Verhaltensforscher. Er veröffentlichte zahlreiche wissenschaftliche Bücher, die sich mit ihrer allgemeinverständlichen Ausdrucksweise an ein breiteres Publikum wenden.

## Werdegang
Er verbrachte seine frühe Kindheit in Freistadt bei Marienwerder im Reichsgau Danzig-Westpreußen. 1945 floh die Familie an Bad Wildungen. 1959 machte er dort am Gustav-Stresemann-Gymnasium sein Abitur. Nach seinem Studium der Fächer Biologie und Latein in Marburg erfolgte 1970 mit einer verhaltensbiologischen Studie zu Buntbarschen die Promotion an der Philipps-Universität Marburg. 1977 folgte hier auch seine Habilitation in Zoologie, seit 1978 war er als akademischer Rat und ab 1986 als außerordentlicher Professor (apl. Prof.) an der Universität Osnabrück in der Arbeitsgruppe „Ethologie und Didaktik der Biologie“ tätig. Hier lag sein Arbeitsschwerpunkt auf der ornithologischen Forschung. Dabei lag ein wesentliches Forschungsgebiet in der Bioakustik und bis zu seiner Pensionierung 2003 die Forschung an Wasservögeln.  1994 gründete sich unter seiner Leitung die Arbeitsgruppe „Gänseforschung“, die zahlreiche Forschungsprojekte in Norddeutschland durchführte und heute als „Europäisches Forschungsprogramm Blessgans“ besteht.
Hans-Heiner Bergmann verfasste mehrere Bücher, darunter ornithologische Standardwerke wie Die Biologie des Vogels. Er veröffentlichte insgesamt mehr als 100 Aufsätze in Fachzeitschriften. Von 1995 bis 2006 war Hans-Heiner Bergmann Mitarbeiter in der Redaktion der Zeitschrift Der Falke.
Seit vielen Jahren ist er Mitherausgeber des Taschenkalender für Vogelbeobachter. Seit Mitte der 1990er Jahre betätigt sich Hans-Heiner Bergmann verstärkt als Tierfilmer. Verschiedene DVDs, die Film- und Tonaufnahmen mit Bestimmungshilfen zu einheimischen Vögeln verbinden, sind seitdem veröffentlicht worden.
Von 1988 bis 1990 war Hans-Heiner Bergmann Generalsekretär der Deutschen Ornithologen-Gesellschaft (DO-G), in der er 1995 auch maßgeblicher Initiator für die Gründung der Projektgruppe „Gänseökologie“ war. Die Projektgruppe besteht aus professionellen und ehrenamtlichen Wasservogelspezialisten, die sich regelmäßig zum Erfahrungsaustausch und für gemeinsame Projekte treffen.

## Preise und Ehrungen
- Träger der Goldenen Ringelgansfeder 2005

## Veröffentlichungen (Auswahl)
- Die Biologie des Vogels: Eine exemplarische Einführung in Bau, Funktion und Lebensweise. AULA, Wiesbaden 1987, ISBN 3-89104-447-X.
- mit Siegfried Klaus und Christian Marti: Die Birkhühner : Tetrao tetrix und T. mlokosiewiczi. A. Ziemsen Verlag, Wittenberg 1990, ISBN 3-89432-397-3.
- Der große Kosmos-Vogelatlas 4.0. Kosmos, München, ISBN 3-8032-1748-2.
- Der Buchfink : Neues über einen bekannten Sänger. AULA, Wiesbaden 1993, ISBN 3-89104-540-9.
- mit Martin Stock und Birgit ten Thoren: Ringelgänse. Arktische Gäste an unseren Küsten. AULA, Wiesbaden 1994, ISBN 3-89104-556-5.
- mit Siegfried Klaus und Franz Müller: Die Haselhühner : Bonasa bonasia und B. sewerzowi ; Haselhuhn und Chinahaselhuhn. Westarp, Magdeburg 1996, ISBN 3-89432-499-6.
- mit Wiltraud Engländer und Marcel Jacquat: Le Tadorne de Belon. Saint Yrieix sur Charente 2000, ISBN 2-84000-024-5
- mit Hans Aschenbrenner: Im Wald der Auerhühner : ein Kinderbuch. Bürgel 2001, ISBN 3-9807629-0-4.
- mit Siegfried Klaus und Rudolf Suchant: Auerhühner : schön, scheu, schützenswert. Lauinger, Karlsruhe 2003, ISBN 3-7650-8283-X.
- mit Helmut Kruckenberg und Volkhard Wille: Wilde Gänse : Reisende zwischen Wildnis und Weideland. Lauinger, Karlsruhe 2006, ISBN 978-3-7650-8321-1.
- mit Martin Stock und Herbert Zucchi: Watt : Lebensraum zwischen Land und Meer. Boyens, Heide 2007, ISBN 978-3-8042-1224-4.
- mit Hans-Wolfgang Helb und Sabine Baumann: Die Stimmen der Vögel Europas. Quelle & Meyer, Wiebelsheim 2008, ISBN 978-3-89104-710-1.
- mit Wiltraud Engländer: Kanarische Inseln. Tecklenborg 3. Aufl. Steinfurt 2008, ISBN 978-3-939172-37-6.
- mit Wiltraud Engländer: Die Kosmos-Vogelstimmen-DVD. Kosmos, Stuttgart 2009, ISBN 978-3-440-11505-3.
- mit Uwe Westphal: Grundkurs Vogelstimmen: Heimische Vögel an ihren Stimmen erkennen. Quelle & Meyer, Wiebelsheim 2010, ISBN 978-3-494-01477-7.
- Vogelfedern an Nord- und Ostsee. Quelle & Meyer, Wiebelsheim 2010, ISBN 978-3-494-01492-0.
- Vogelfedern an Flüssen und Seen. Quelle & Meyer, Wiebelsheim 2011, ISBN 978-3-494-01501-9.
- Vogelstimmen im Flug. Musikverlag Edition AMPLE, Germering 2014, ISBN 978-3-938147-50-4.
- Die Federn der Vögel Mitteleuropas : ein Handbuch zur Bestimmung der wichtigsten Arten. Quelle & Meyer, Wiebelsheim 2015, ISBN 978-3-89104-784-2.
- mit Siegfried Klaus: Spuren und Zeichen der Vögel Mitteleuropas: Entdecken – Lesen – Zuordnen. Quelle & Meyer, Wiebelsheim 2016, ISBN 978-3-89104-791-0.
- Wie funktioniert ein Vogel? Quelle & Meyer, Wiebelsheim 2022, ISBN 978-3-494-01937-6.